# Doroteu d'Antioquia
Doroteu d'Antioquia va ser el bisbe arià d'Antioquia durant el període entre els anys 376 i 381, durant el cisma melecià. Va ser un pretendent a l'arquebisbat de Constantinoble, per part dels arrians, en oposició a alguns dels més famosos arquebisbes de la ciutat, com Sant Nectari i Sant Joan Crisòstom. Segons Sòcrates Escolàstic, hauria viscut fins els 119 anys, havent nascut el 288.

## Arquebisbe de Constantinoble
Després de la mort de Demòfil, l'arià que va ser arquebisbe a Constantinoble entre els anys 370 i 379 amb el suport de l'emperador romà Valent, Marí va ser elegit, però aviat van aparèixer problemes al camp arià. Al voltant del 388, Doroteu va ser convidat a Constantinoble, al debat que va sorgir entre els arians sobre si el Pare podria ser anomenat "Pare" abans que el Fill hagi estat generat a partir d'ell. L'arquebisbe Marí es mostrava contrari a aquesta postura. Doroteu va liderar l'arianisme fins a la seva mort, en 407, mentre que Marí va separar el seu grup, anomenats psatirians, en locals d'oració diferents.